# Athanasios Argianas
Athanasios Argianas (* 1976 in Athen) ist ein griechisch-britischer Künstler. Sein Werk umfasst Skulpturen, Malerei, Text und Performance, durch die er die Möglichkeiten und Grenzen der Transformation von Sprache durch Medien erforscht.

## Leben und Werk
Argianas wurde in Athen geboren. Er studierte bei Jannis Kounellis an der Kunstakademie Düsseldorf, den Abschluss machte er 2005 am Goldsmiths College in London. Zusätzlich zu der Ausbildung in bildender Kunst war er an der Musikhochschule und veröffentlichte Musik unter dem Namen Gavouna. In seiner Arbeit bezieht er sich mitunter auf elektronische Musikinstrumente des frühen 20. Jahrhunderts wie das Theremin oder die Ondes Martenot, experimentelle Musik und Kompositionsmethoden der 60er Jahre. Weitere Einflüsse sind die Konkrete Poesie, der Konstruktivismus Naum Gabos und Marcel Duchamps von 1920 mit seiner zirkulären Entwicklung von Sprache. Er lebt in London.
Argianas Werk erforscht die Kontingenz von Ton und Form. Es fragt nach der Möglichkeit einer neuen oder anderen Form von Kommunikation die durch den Dialog von auditiven und materiellem Erleben entstehen kann. Um Klänge zu dekodieren, bedient er sich standardisierter, numerischer Methoden, meist arbeitet er jedoch intuitiv. Sein Ziel ist es nicht, ein Medium originalgetreu in ein anderes zu übertragen, vielmehr soll es dazwischen liegen, um neue Ideen freizulegen zu können.
Sein Werk „A Sequencer*“ aus seiner Ausstellung von 2013 beschreibend, erklärt er:
“We often have to create parables or myths to understand concepts that are not intuitively graspable within the power and conventions of language. They become metaphors we use as tools like shadows in a cave. The most radical ideas of this century––those that completely overturn our perceptions of the world–– usually come from physics. Surely, it’s an uncomfortable situation to deal with: the idea that you’re not going to have finite answers, that everything is an approximation of something else, and that there are no certainties. I try to keep my choices open outside of myself––to let other factors decide for me––and to embrace contingency.”

## Einzelausstellungen (Auswahl)
- 2014: Silence Breakers, Silence Shapers, Galerie Gabriel Rolt, Amsterdam, Niederlande
- 2014: A Sequencer**, Aanant & Zoo, Berlin, Deutschland
- 2013: A Sequencer*, On Stellar Rays, New York, NY, USA
- 2011: Laid Long, Spun Thin, Max Wigram Gallery, London, UK
- 2011: The Length of Your Arms Unfolded, Performance und Installation, The Barbican Art Gallery, Barbican Centre, London, UK
- 2010: Art Nova, Art Basel Miami (mit Pavel Büchler), FL, USA
- 2010: The Length of a Strand of Your Hair, of the Width of Your Arms, Unfolded, EMST, National Museum of Contemporary Art, Athen, Griechenland[3]
- 2008: We All Turn This Way, Park Nights, Serpentine Gallery Pavilion (mit Nick Laessing), The Serpentine Gallery, London, UK[4]

## Gruppenausstellungen (Auswahl)
- 2017: ANTIDORON. Die Sammlung des EMST, documenta 14, Fridericianum, Kassel, Deutschland[5]
- 2016: The Promise of Total Automation, Kunsthalle Wien, Österreich
- 2016: Line, Lisson Gallery, London, UK
- 2014: Art of Its Own Making, The Pulitzer Museum, St. Louis, MO, USA
- 2014: Art or Sound, Fondazione Prada - Ca Corner Della Regina, Venedig, Italien
- 2013: Performa 13, New York, NY, USA[6]
- 2013: In the Studio, Kunsthalle Athena, Athen, Griechenland
- 2012: The Imminence of Poetics, Kuratiert von Luis Perez-Oramas, The 30th Sao Paulo Biennale, Sao Paulo, Brasilien[7]
- 2012: Coquilles Mécaniques, Cracalsace, Centre Rhénan d’Art Contemporain, Altkirch, Frankreich
- 2012: Sonic Time Speech / Sound / Silence From the EMST Collection, Kuratiert von Anna Kafetsi, EMST National Museum of Contemporary Art, Athen, Griechenland
- 2010/11: Recent British Sculpture, Kuratiert von Tom Morton, Grimm Gallery, Amsterdam, Niederlande
- 2011: A Rock and a Hard Place, 3rd Thessaloniki Biennale of Contemporary Art, Griechenland
- 2007: Pale Carnage, Kuratiert von Martin Clark, Arnolfini, Bristol, UK[8]